# NGC 1448
NGC 1448 este o edge-on galaxy⁠(d) situată în constelația Orologiul. A fost descoperită în 24 octombrie 1835 de către John Herschel. Se află la o distanță de 17,22 megaparseci de Pământ.